# Yasemin Smit
Miloushka Yasemin Smit (née le 21 novembre 1984 à Amsterdam) est une joueuse de water-polo néerlandaise.
C'est le capitaine de l'équipe néerlandaise de water-polo et elle joue pour le Z&PC Het Ravijn, après avoir joué pour l'Olympiakos du Pirée.